# Villavante
Villavante est une localité du municipio (municipalité ou canton), de Santa Marina del Rey dans la province de León, communauté autonome de Castille-et-León, dans le Nord de l'Espagne.
C'est une halte sur le Camino francés du Chemin de Saint-Jacques.

## Culture et patrimoine

### Pèlerinage de Compostelle
Sur le Camino francés du Pèlerinage de Saint-Jacques-de-Compostelle, par la branche du Calzada de los Peregrinos, on vient de la localité de Villar de Mazarife dans le municipio de Chozas de Abajo. On peut aussi venir de San Martín del Camino dans le municipio de Santa Marina del Rey, depuis le Camino Real qui longe la route N-120(es), en obliquant à gauche par la CV-194-1.
La prochaine halte est Puente de Órbigo vers le sud-ouest, à la jonction entre le Camino Real et la Calzada de los Peregrinos.

## Sources et références
- (es) Cet article est partiellement ou en totalité issu de l’article de Wikipédia en espagnol intitulé « Villavante » (voir la liste des auteurs).
- Grégoire, J.-Y. & Laborde-Balen, L. , « Le Chemin de Saint-Jacques en Espagne - De Saint-Jean-Pied-de-Port à Compostelle - Guide pratique du pèlerin », Rando Éditions, mars 2006,  (ISBN 2-84182-224-9)
- « Camino de Santiago St-Jean-Pied-de-Port - Santiago de Compostela », Michelin et Cie, Manufacture Française des Pneumatiques Michelin, Paris, 2009,  (ISBN 978-2-06-714805-5)
- « Le Chemin de Saint-Jacques Carte Routière », Junta de Castilla y León, Editorial